# 息栖村
息栖村（いきすむら）は茨城県鹿島郡にかつて存在した村である。
過去、領域の異なる2つの息栖村が存在した。本項では便宜上両者を以下の通り「第1次」「第2次」と呼び分けた上で、注記のない限り主に「第2次」息栖村について扱うこととする。
- （第1次）息栖村

1889年（明治22年）の町村制施行時まで存在していた息栖村（いわゆる自然村）。
- （第2次）息栖村

1889年（明治22年）の町村制施行時に、（第1次）息栖村を含む鹿島郡内5村が合併して発足した中島村（なかしまむら）が、のちに息栖村に改称したもの。

## 地理
- 現在の神栖市域の北端に位置する。2005年7月以前の神栖町域のうちのほぼ北半分に相当する。
- 村域の南西に常陸利根川が流れ、北東側は鹿島灘（太平洋）に面し、地形はほぼ平坦地であった。
- 息栖村があった当時は神之池の埋め立て前であり、鹿島港も建設されていなかったため、現在とは大きく地形が異なっている。

## 歴史

### 村域の変遷
- 1889年（明治22年）4月1日 - 町村制施行により、息栖村（第1次）・居切村・深芝村・平泉村・下幡木村が合併し鹿島郡中島村が発足。
- 1925年（大正14年）1月1日 - 中島村が息栖村（第2次）に改称。
- 1955年（昭和30年）3月1日 - 軽野村と合併し神栖村が発足。同日息栖村廃止。

変遷表
| 1868年 以前 | 1868年 以前 | 明治22年 4月1日 | 大正14年 1月1日 | 昭和30年 2月15日 | 昭和45年 1月1日 | 平成17年 10月11日 | 現在   |
| ----------- | ----------- | --------------- | --------------- | ---------------- | --------------- | ----------------- | ------ |
|             | 息栖村      | 中島村          | 息栖村 に改称   | 神栖村           | 町制            | 市制              | 神栖市 |
|             | 居切村      | 中島村          | 息栖村 に改称   | 神栖村           | 町制            | 市制              | 神栖市 |
|             | 深芝村      | 中島村          | 息栖村 に改称   | 神栖村           | 町制            | 市制              | 神栖市 |
|             | 平泉村      | 中島村          | 息栖村 に改称   | 神栖村           | 町制            | 市制              | 神栖市 |
|             | 下幡木村    | 中島村          | 息栖村 に改称   | 神栖村           | 町制            | 市制              | 神栖市 |

## 人口・世帯

### 人口
総数 [単位： 人]
| 1891年（明治24年） | 3,286 |  |
| 1920年（大正 9年） | 4,419 |  |
| 1925年（大正14年） | 4,581 |  |
| 1935年（昭和10年） | 5,183 |  |
| 1950年（昭和25年） | 7,140 |  |

### 世帯
総数 [単位： 世帯]
| 1920年（大正 9年） | 881   |
| 1935年（昭和10年） | 973   |
| 1950年（昭和25年） | 1,255 |

## 交通

### 道路
- 二級国道
  - 国道124号